# 和泉インターチェンジ (熊本県)
和泉インターチェンジ（いずみインターチェンジ）は、熊本県熊本市北区和泉町にある熊本西環状道路（熊本県道342号砂原四方寄線）のインターチェンジである。当インターを含む西区の花園インターから北区の下硯川インターまで2017年3月26日に開通した。

## 歴史
- 2017年（平成29年）3月26日 - 熊本西環状道路・花園ICから下硯川ICまでが開通するのに伴い、当インターチェンジも供用開始[1]

## 接続する道路
- 熊本県道332号小天下硯川線

## 周辺
- フードパル熊本
- 三寳大荒神
- 西浦荒神社
- 熊本保健科学大学
- JR九州「西里駅」

## 隣
熊本西環状道路（熊本県道342号砂原四方寄線）
花園IC - 和泉IC - 下硯川IC